# Aeroportul Internațional Gregorio Luperón
Aeroportul Internațional Gregorio Luperón (IATA: POP, ICAO: MDPP) este un aeroport din Sosúa⁠(d), Puerto Plata⁠(d), Republica Dominicană ce deservește zona Puerto Plata⁠(d). Aeroportul a fost tranzitat în 2022 de 645.064 de pasageri. A fost deschis în 1971 și numit după Gregorio Luperón⁠(d).
Situat la o altitudine de 4 m, aeroportul dispune de 1 pistă.

## Infrastructură

### Piste
Aeroportul dispune de o singură pistă. Pista 08/26 are suprafața de asfalt și dimensiunile 3.081 m × 45 m. 